# Septum (schimmel)

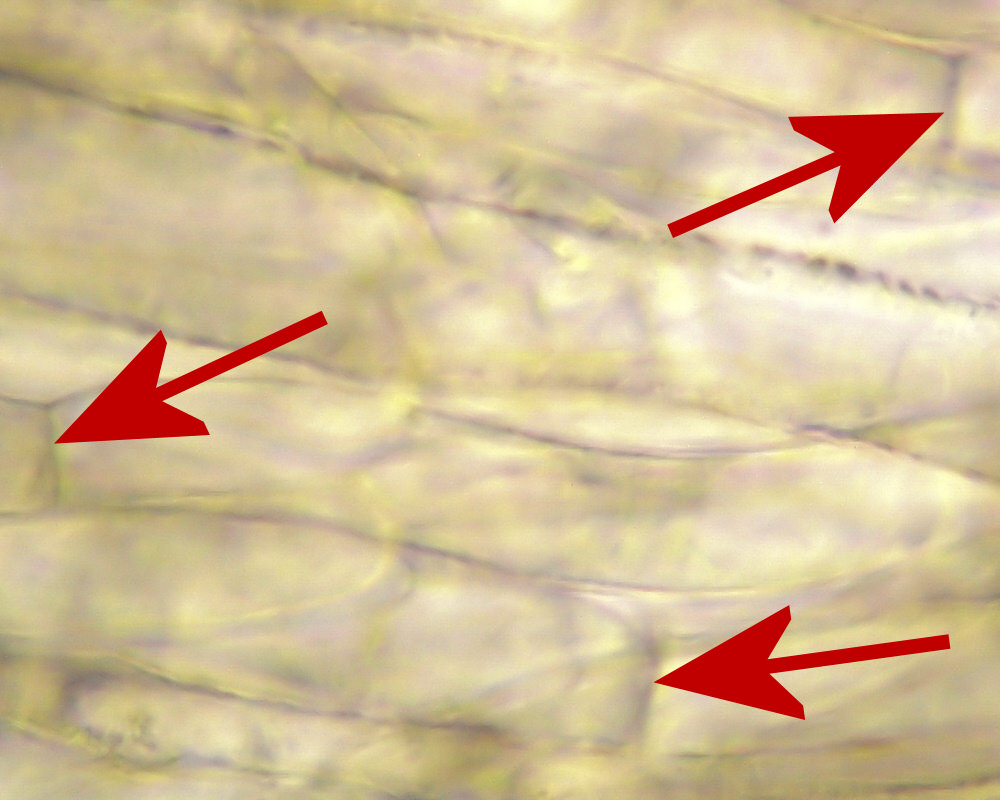
Schimmeldraden met dwars lopende septa

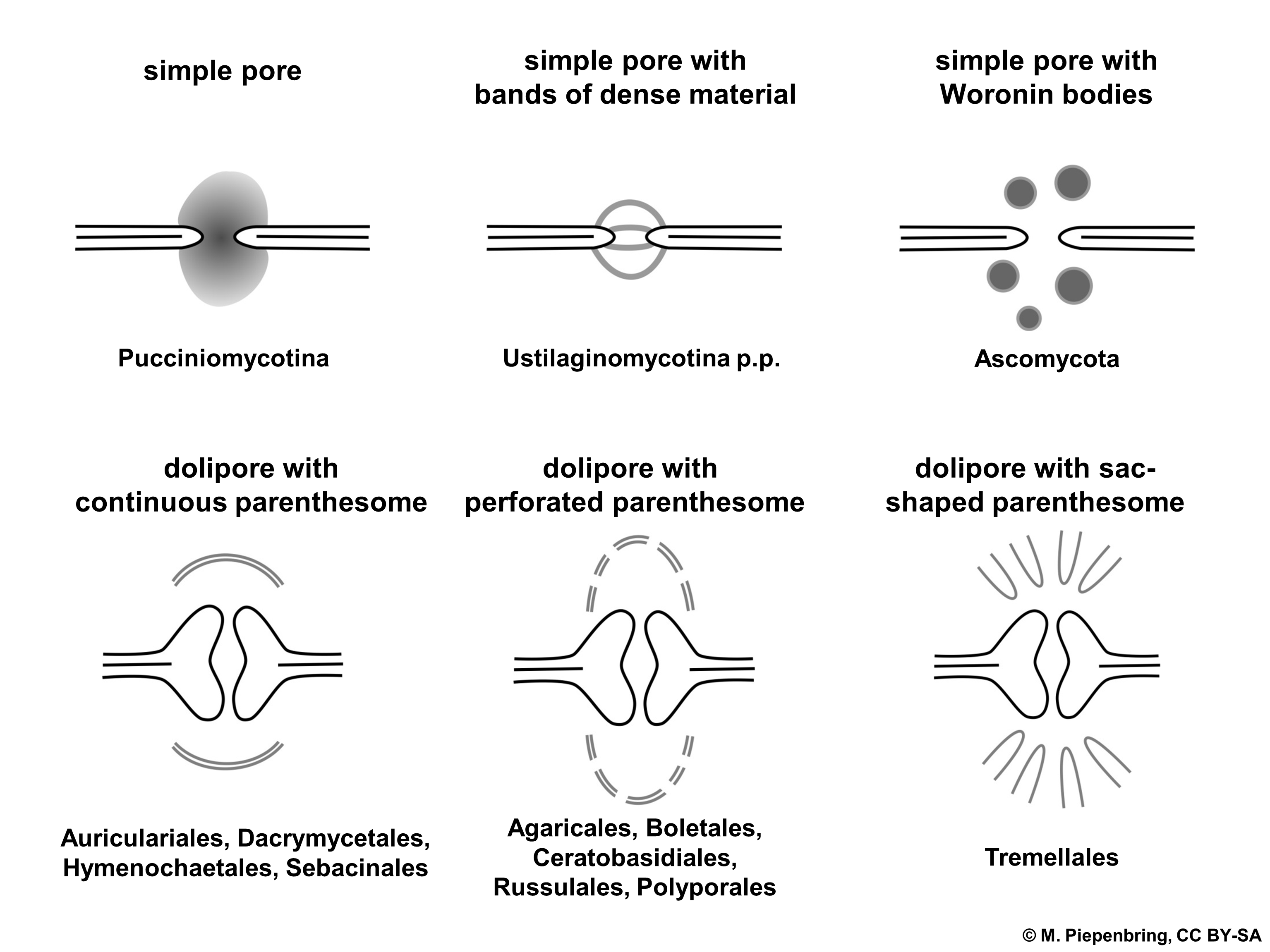
Verschillende typen poren in de septa

Een septum (meervoud septa) is een interne wand, waarmee de cellen van een schimmel van elkaar worden gescheiden en is gemaakt van chitine. Een septum kan dwars (transversaal) of in de lengterichting (longitudinaal) lopen.
De cellen van schimmels bevatten meerdere celkernen. Bij sommige groepen zoals de Basidiomycota en de Ascomycota zijn deze verdeeld over verschillende compartimenten. Deze compartimenten worden van elkaar gescheiden door septa.
Septa komen in verschillende vormen voor. Bij de Basidiomycota zijn ze het meest ontwikkeld en scheiden ze behalve de celkern ook andere organellen. Septa hebben gewoonlijk poren: kleine openingen waardoor ribosomen, mitochondria en soms ook celkernen van de ene naar de andere cel kunnen gaan.
Op een septum kan een gesp voorkomen, die tijdens de celdeling is gevormd.

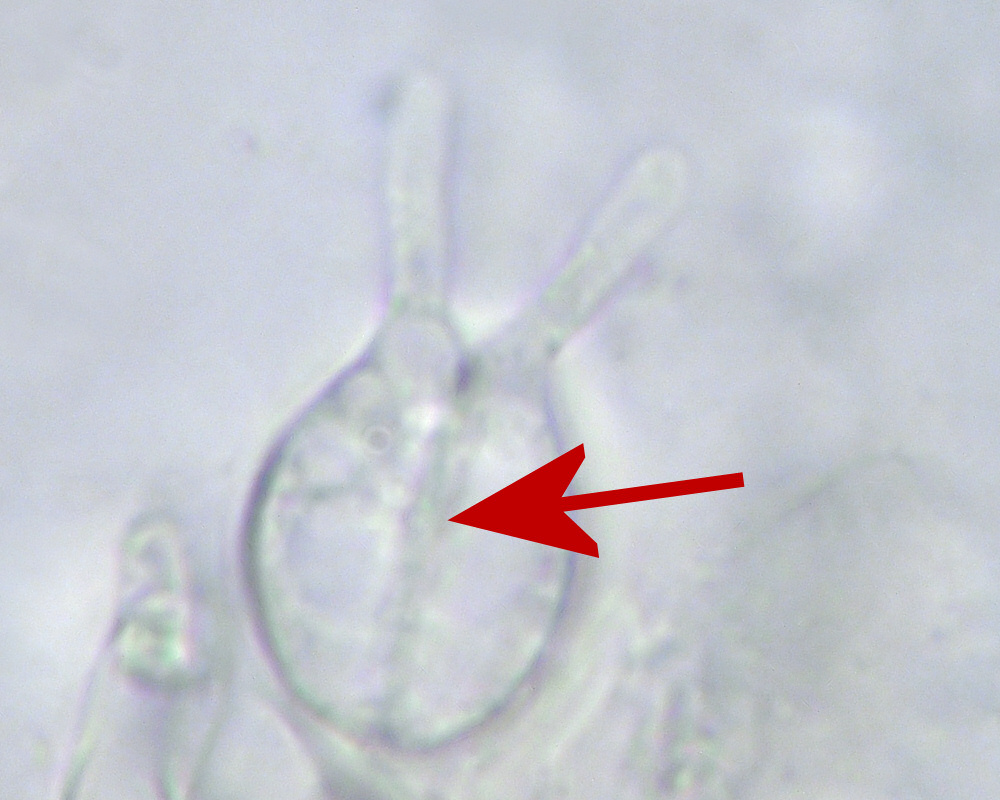
Phragmobasidie met septum in de lengterichting, zijaanzicht
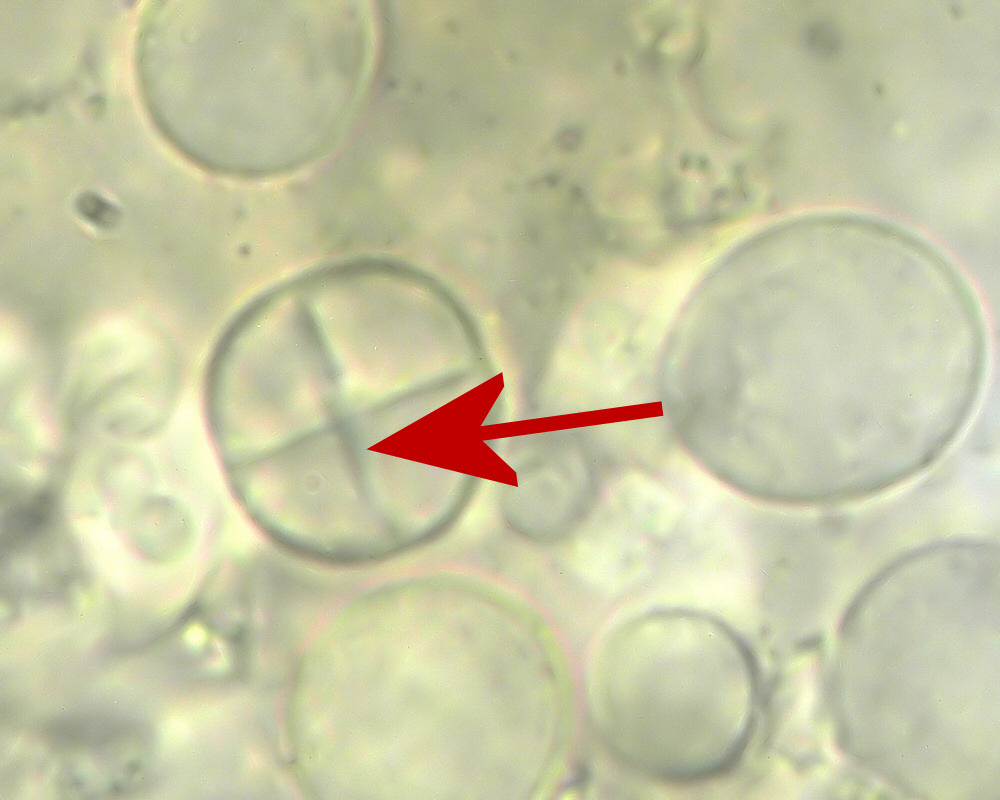
Phragmobasidie met septum in de lengterichting, bovenaanzicht
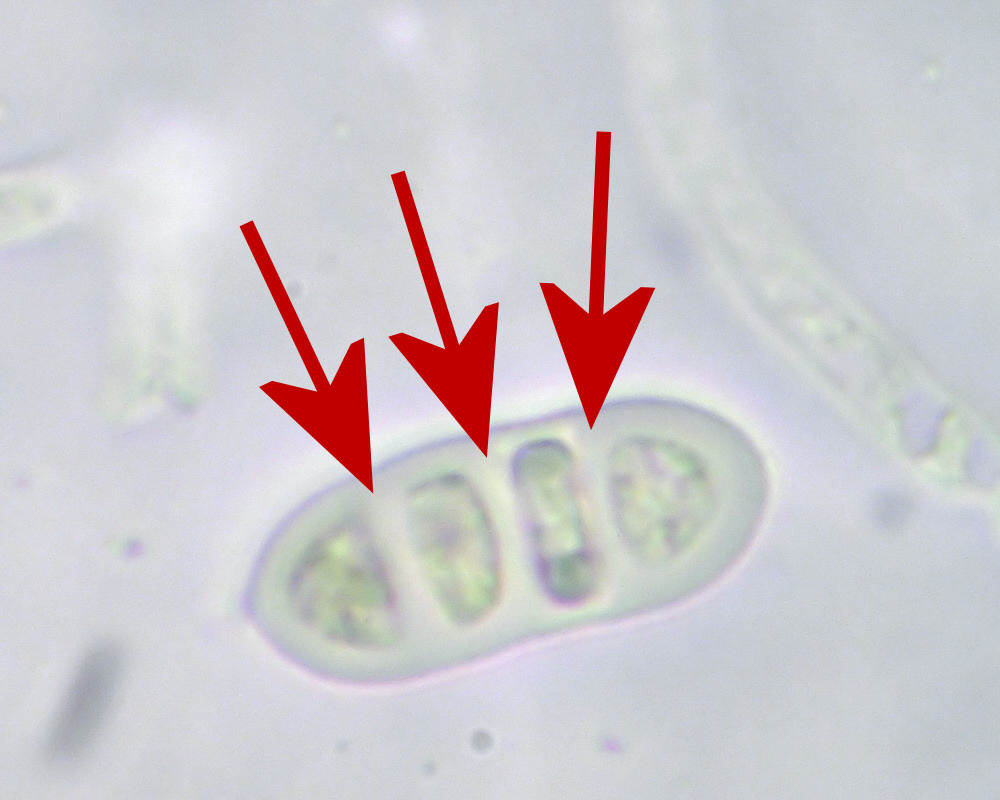
Dacrymyces stillatus, spore met dwars lopende septa